# Fumarola
Fumarola (iz   fumus 'dim') je odprtina v Zemljini skorji, pogosto v bližini vulkanov, skozi katero izhajajo vodna para in plini, med njimi ogljikov dioksid, žveplov dioksid, vodikov klorid in vodikov sulfid. Vodna para nastaja iz pregrete vode, ki zaradi znižanja tlaka ob prihodu na površino izpari. Solfatara (iz italijanskega solfo, žveplo) je fumarola, iz katere izhajajo žveplovi plini.
Fumarole nastajajo nastanejo vzdolž manjših ali večjih zemeljskih razpok, v neurejenih skupinah ali poljih, nad lavnimi tokovi in na skladih piroklastičnih tokov. Fumarolsko polje je področje termalnih vrelcev in plinskih izpuhov, na katerem magma ali plitvo ležeče vroče magmatske kamnine sproščajo pline ali vzajemno delujejo s talno vodo. S perspektive talne vode se fumarole lahko opišejo kot termalni vrelci, iz katerih je izparela vsa voda, še preden je dosegla površino. Če so takšne fumarole nad stalnim virom toplote, so lahko aktivne tudi več desetletij ali stoletij, če so nad svežim slojem magme, ki se hitro hladi, pa po nekaj tednih ali mesecih ugasnejo. Dolina Ten Thousand Smokes na Aljaski, na primer, je nastala leta 1912 med izbruhom vulkana Novarupta. Po izbruhu  je na vročem vulkanskem pepelu nastalo več tisoč fumarol. Večina je kmalu ugasnila. Ocenjuje se, da je v Narodnem parku Yellowstone štiri tisoč fumarol. 
Fumarole, ki izpuščajo žveplove pare, na površini tvorijo depozite z žveplom bogatih mineralov. Mesta, na katerih se ti minerali rudarijo, so:
- vulkanski kompleks Ijen na vzhodni Javi, Indonezija
- vulkanski kompleks Purico pri San Pedru de Atacama, Čile[1]
- Xingyang v provinci Henan, Kitajska
- White Island (Whakaari) v zalivu  Plenty, Nova Zelandija (opuščeno)

## Fumarole na Marsu
Za tvorbo Home Plate v kraterju Gusev na Marsu, ki jo je raziskoval  Mars Exploration Rover Spirit, se domnerva, da je erodiran ostanek davno ugasle fumarole.

## Sklica
1. ↑  Global Volcanism Program, National Museum of Natural History, Smithsonian Instiution.
2. ↑  R.V.Morris, S.W. Squyres in drugi. The Hydrothermal System at Home Plate in Gusev Crater, Mars. Lunar & Planetary Science, XXXIX (2008).

## Galerija
|  |  |  |

|  |  |  |